# María de Borbón (princesa de Acaya)
María de Borbón (aprox. 1315-1387) fue la emperatriz consorte de Roberto de Tarento, el emperador titular latino de Constantinopla.

## Familia
Fue la hija de Luis I de Borbón y María de Avesnes. También era la hermana más joven de Pedro I de Borbón y hermana mayor de Jaime I, conde de La Marche.
Sus abuelos paternos fueron Roberto, conde de Clermont y Beatriz de Borbón. Sus abuelos maternos fueron Juan II de Holanda y Felipa de Luxemburgo.

## Primer matrimonio
El 29 de noviembre de 1328, María se comprometió con Guido de Lusignan, titular príncipe de Galilea en el Château de Borbón. Su prometido fue el hijo de Hugo IV de Chipre y de su primera esposa, María de Ibelín. El 20 de diciembre de 1328, María y Guido se casaron por poderes. La crónica de Amadi registra su llegada a Famagusta, reino de Chipre en junio de 1329. El 31 de enero de 1330, María y Guido se casaron en persona en Santa Sofía, Nicosia.

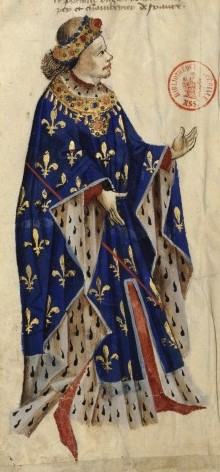
Luis de Borbón, padre de María.

Hugo de Lusignan, su único hijo conocido, nació aproximadamente en 1335. Su marido fue nombrado Condestable de Chipre entre 1336 y 1338. Murió en 1343 por causas no establecidas. La correspondencia del Papa Clemente VI incluye una carta de pésame por el fallecimiento de Guido, fechada el 24 de septiembre de 1343. La efectiva muerte probablemente ocurrió en los meses previos a la carta. A la viuda María no le fue permitido salir de Chipre hasta 1346 por órdenes de su suegro.

## Segundo matrimonio
En 1346, María y su hijo salieron de Chipre al exilio. En 1347, se habían asentado en Nápoles, en la corte de la reina Juana I de Nápoles. El 9 de septiembre de 1347, María se casó por segunda vez con Roberto de Tarento, un primo hermano de Juana I. Su nuevo marido era el pretendiente al trono del Imperio latino mientras mantenía el Principado de Tarento y el Principado de Acaya. También había sido nombrado capitán general del ejército de Nápoles.
Fueron separados pronto para una cantidad de años. Juana fue la principal sospechosa de orquestar el asesinato de su primer esposo Andrés, duque de Calabria. El 3 de noviembre de 1347, Luis I de Hungría, el hermano mayor de Andrés, invadió la península italiana en una campaña de represalia. Mientras que Juana y su segundo esposo Luis de Tarento, el hermano menor de Roberto lograron huir de Nápoles, Roberto no lo hizo. Fue detenido en Aversa. En 1348, la muerte Negra llegó a la península italiana, obligando a Luis I y la mayor parte de su ejército a retirarse de nuevo al Reino de Hungría con la esperanza de escapar de la epidemia. Roberto estaba entre los prisioneros que siguieron a Luis I a Hungría. Estuvo cuatro años en cautiverio y solo regresó con su mujer en Nápoles en marzo de 1352. 
En 1353, Roberto inició una campaña en el mar Jónico, en un intento de restablecer su autoridad sobre una cantidad de las islas Jónicas. En 1354, se las había arreglado para asegurar el control de Corfú, Cefalonia y Zante. María beneficiada por la breve campaña de Roberto se transfirió a sus tierras en Corfú, Cefalonia y el feudo de Kalamata (parte del Principado de Acaya). María procedería a la compra de los derechos de las baronías de Vostitsa y Nivelets para 1359.
El 10 de octubre de 1359, Hugo IV de Chipre murió. Fue sucedido por su tercer hijo Pedro I de Chipre. Según Leoncio Makhairas, Pedro había sido cogobernante con su padre desde el 24 de noviembre de 1358. Hugo de Lusignan impugnó la sucesión, teniendo en cuenta su pretensión de ser superior debido a que era el heredero de su padre, el hijo mayor de Hugo IV. Su demanda fue rechazada, pero Pedro le ofreció una pensión anual de 50.000 besantes. No contento, Hugo buscó el apoyo del Papa Inocencio VI en 1359. No obtuvo una ayuda eficaz en la promoción de su reclamo pero fue nombrado senador de Roma en 1360.

## Viudez
El 10 de septiembre de 1364, Roberto de Tarento murió. El matrimonio no había tenido hijos y su heredero legal era su hermano menor, Felipe II de Tarento. Sin embargo María impugnó la sucesión. En 1364, María poseía dieciséis castillos en Acaya y por lo tanto controlaba una parte considerable del Principado. Mantuvo el título de Princesa de Acaya y puso a su propio hijo Hugo como candidato para el trono del principado. Hugo seguía sin poder reclamar el trono de Chipre, pero su tío Pedro I lo nombró príncipe de Galilea en 1365. En 1366, Hugo invadió el Peloponeso a la cabeza de 12.000 mercenarios, iniciando una guerra civil por Acaya.
El 17 de enero de 1369, Pedro I de Chipre fue asesinado por tres de sus propios caballeros, en su propia cama, en el Palacio de La Cava, de Nicosia. Fue sucedido por su hijo Pedro II de Chipre. Sin embargo Hugo vio otra oportunidad para reclamar el trono de Chipre y dejó el Peloponeso para viajar a Nicosia, abandonando efectivamente su campaña. María continuó la guerra civil hasta 1370. Incapaz de asegurar la victoria, María vendió sus derechos a Felipe II por 6.000 piezas de oro. Sus feudos de Vostitsa y Nivelets fueron vendidos a Nerio I Acciaioli, después duque de Atenas. Ella solo retuvo su feudo de Kalamata.
Hugo de Lusignan se casó con Marie de Morfou, hija de Juan de Morfou, Conde de Roucha, pero parece haber muerto sin hijos. Hugo falleció antes que su madre en aprox. 1385. La última voluntad y testamento de María nombra a su sobrino Luis II de Borbón como su único heredero.